# داستان‌هایی از کرونن
داستان‌هایی از کرونن (اسپانیایی: Historias del Kronen‎) یک فیلم درام به کارگردانی مونچو آرمنداریس است که در سال ۱۹۹۵ منتشر شد. این فیلم در جشنواره فیلم کن ۱۹۹۵ اکران و در همان سال برندهٔ جایزه گویا برای بهترین فیلم‌نامه اقتباسی شد.

## گزیدهٔ بازیگران
- خوان دیه‌گو بوتو
- جوردی مویا
- مرسدس سمپیترو
- آندره فالکن
- جوزپ ماریا پو
- کایتانا گی‌ین کوئربو